# TransAsia Airways
TransAsia Airways (кит. трад. 復興航空, упр. 复兴航空, пиньинь Fùxīng Hángkōng) — упразднённая авиакомпания, базировавшаяся в районе Нэйху города Тайбэй — столицы Тайваня. Начав деятельность главным образом на внутреннем рынке, компания вышла за пределы тайваньских маршрутов, а её оборот приближался к 30 регулярным международным рейсам и фокусировался в основном на юго-востоке и северо-востоке Азии и по обе стороны пролива.

## История
Компания «TransAsia Airways» была создана 21 мая 1951 года под названием «Foshing Airlines», став первой частной гражданской авиакомпанией на Тайване. Первоначально рейсы совершались по маршруту Тайбэй—Хуалянь—Тайдун—Гаосюн, помимо действия в качестве локального агента иностранных авиакомпаний. Авиаперевозки прекратились в 1958 году, когда руководство авиакомпании решило сосредоточить своё внимание на бизнесе, и в том же году было открыто производство комплектов бортового питания. С 1983 года компания была куплена холдингом «Goldsun Development & Construction Co.».
Внутренние рейсы возобновились в 1988 году, после 30-летнего отсутствия на рынке. В 1991 году компанией был куплен первый самолёт «ATR 72», количество которых позже дошло до восьми. В 1992 году началось осуществление внеплановых чартерных рейсов по международным направлениям, в том числе до Лаоага, Манилы, Себу, Пномпеня, Сурабаи, Янгона, Пхукета, Дананга и Манадо. Тогда же был куплен самолёт «Airbus A320», в результате чего «TransAsia Airways» стала первой реактивной авиакомпанией.
В 1995 году начались первые международные регулярные рейсы в Макао и Сурабаю. В ноябре 2003 года компания была принята в члены Международной ассоциации воздушного транспорта с кодом «GE».
В 2008 году стартовали бизнес-рейсы в Японию, в 2009 году — регулярные рейсы в Шанхай, а в 2011 году — в Чунцин, Сингапур, Уси, Сюйчжоу, Хэфэй, Наньнин и Ханой. 1 ноября того же год «TransAsia Airways» была зарегистрирована на Тайваньской фондовой бирже. В начале 2011 года чистый доход «TransAsia Airways» составил 629 миллионов новых тайваньских долларов (20,9 млн долларов США), благодаря чему она стала одной из самых прибыльных компаний на Тайване. В 2012 году были запущены рейсы в Ухань, Ханчжоу, Осаку, Саппоро, Хакодате, Асахикаву, Куширо и Окинаву.
В начале 2012 года в авиакомпании сообщили о рассмотрении заказа самолётов «Airbus A380» с целью расширения сотрудничества и работы в США. С учётом планов открытия восьми маршрутов в Японию, Корею, Таиланд и Малайзию, ранее приобретённые «А320» и «A330» были введены в строй в марте и ноябре того же года, соответственно.
В 2013 году доходы компании составили 12,1 млрд, а за третий квартал 2014-го — 3,4 В январе в авиакомпании объявили о планах запуска бюджетной дочерней компании под названием V Air. В феврале «TransAsia Airways» начала получать первые три самолёта «ATR72-600» из двенадцати, поставка которых должна была завершиться к 2018 году. В декабре компания заказала четыре самолёта «Airbus A330neo», которые будут поставлены в 2018 году.
«TransAsia Airways» являлась третьей по величине авиакомпанией Тайваня после «China Airlines» и EVA Air, а оценка безопасности по критериям «AirlineRatings.com» составляла 5 звёзд из 7 ().
21 ноября 2016 года в авиакомпании сообщили о приостановке полётов на один день 22 ноября, которое затронуло вплоть до 100 000 пассажиров. Решение уйти с рынка авиаперевозок было принято на внеочередном заседании правления авиакомпании утром 22 ноября.
29 июня 2018 была объявлена банкротом.

## Управление и сотрудничество

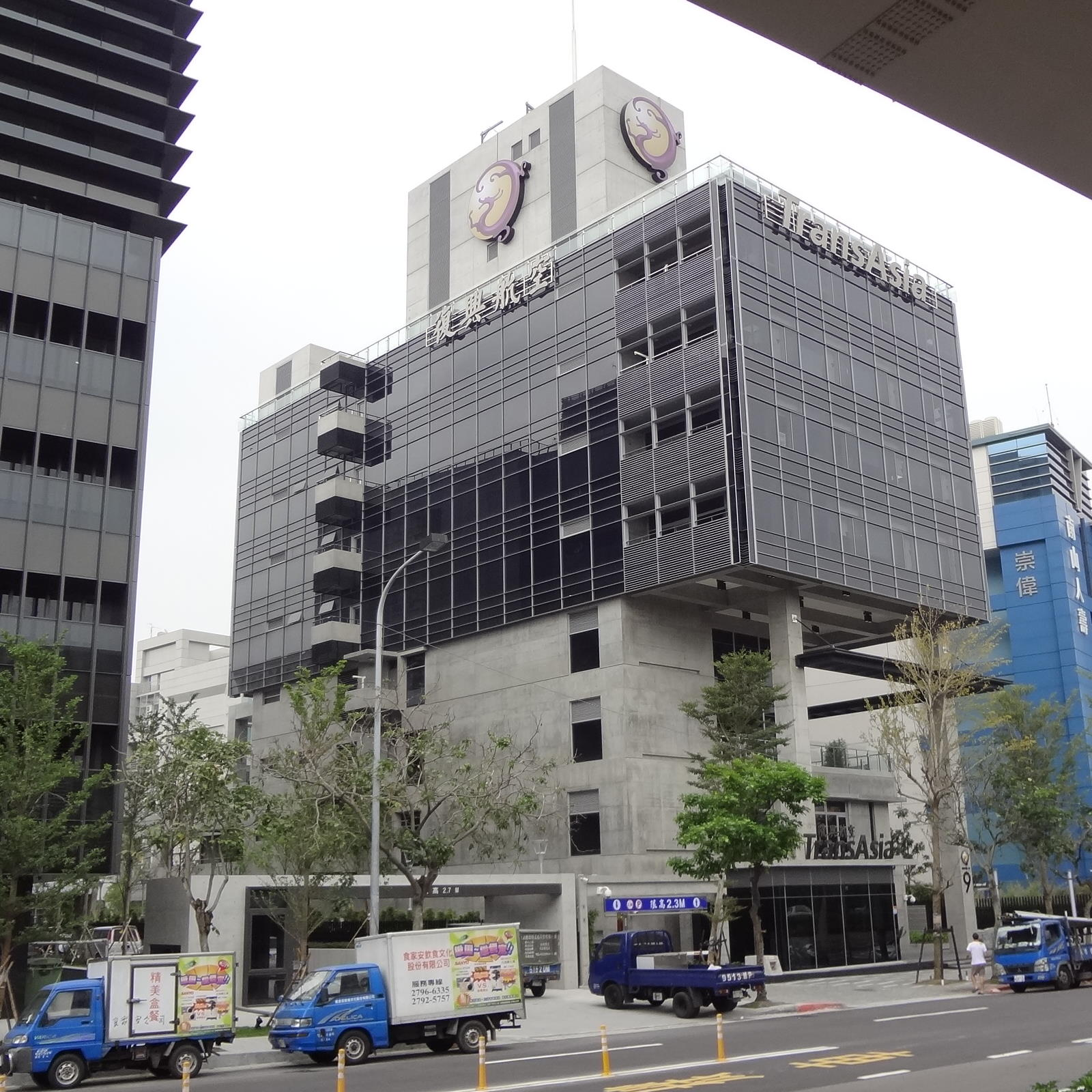
Штаб-квартира «TransAsia Airways» в Нэйху, 31 октября 2013 года.

Генеральный директор «TransAsia Airways» — Питер Чен, председатель — Лин «Винсент» Мин-Шэн, вице-председатель — Лин Цзянь-Хан. Отец Винсента является главным акционером. Капитализация составляла 6,1 млрд долларов, а число сотрудников — 1700 человек. Штаб-квартира располагается в здании № 9 секции 1 Тидинг-бульвара в Нэйху — районе Тайбэя.
Компания несла ответственность за наземное обслуживание и продажи билетов для ряда зарубежных авиакомпаний, таких как «Thai Airways», «Jetstar Airways», «Xiamen Airlines», «Sichuan Airlines» и «Cebu Pacific». Кроме того, «TransAsia Airways» совершала вылеты для проведения аварийно-спасательных операций, занималась координацией воздушного движения, планированием полётов, обработкой багажа, питанием и наземным обслуживанием.

## Логотип

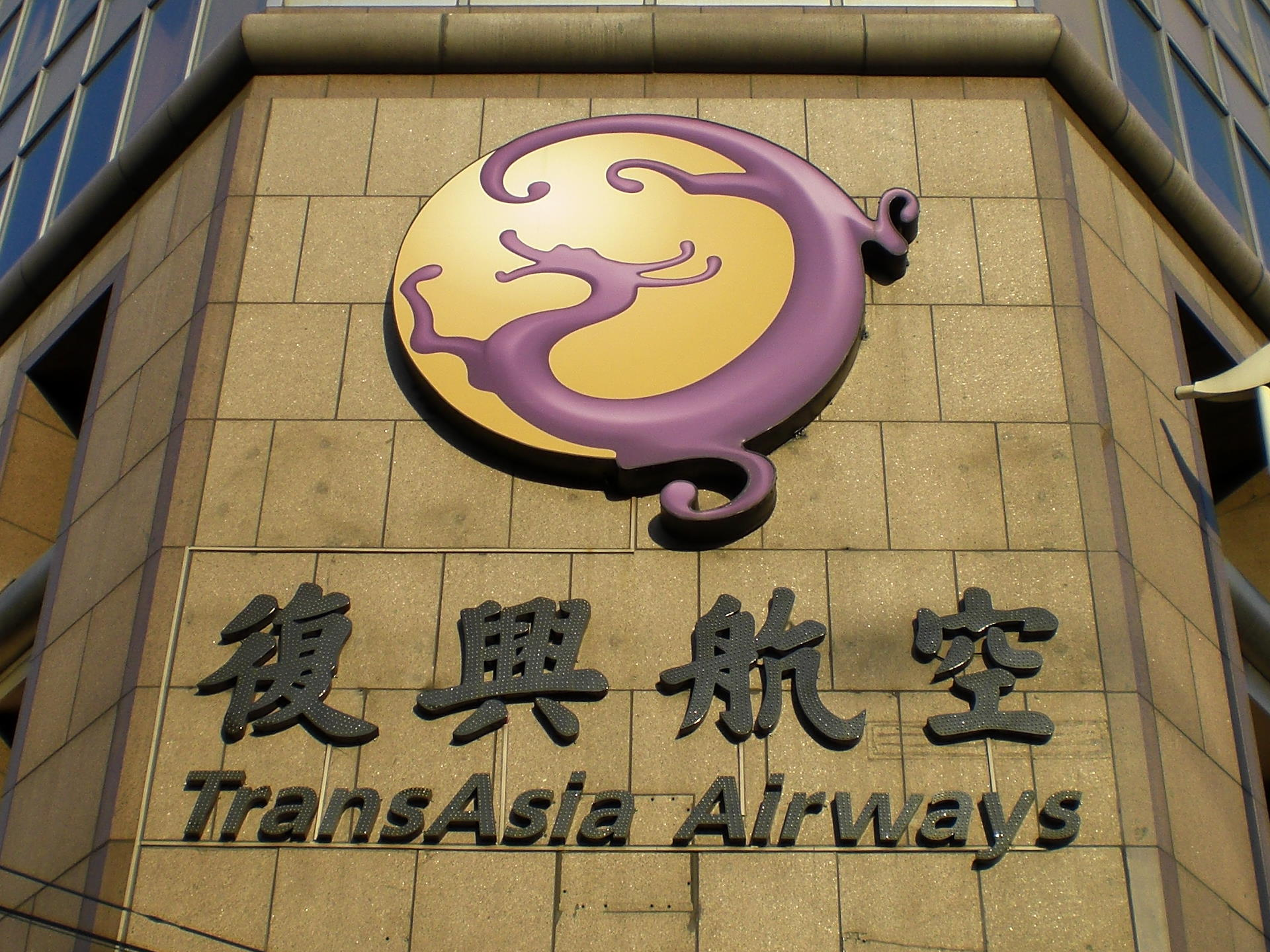
Логотип на здании «Goldsun Development Building» в Тайбэе, 2013 год.

Символом «TransAsia Airways» являлся фиолетовый дракон на золотом фоне солнца. Согласно интерпретации компании, дракон — символ величественности, достоинства, энергии духа и хорошего будущего, а солнце означает взаимную поддержку и благоприятность в делах. Компания была привержена философии «среднего пути» — использования древних и современных достижений, с наследованием прошлого и продвижением в будущее, под руководством пяти принципов — «обеспечения безопасности полётов, полной аккуратности, ориентированности сервиса, оперативной точности, институциональной жёсткости» в целях обеспечения комфортных и удобных авиаперелётов.

## Воздушные суда

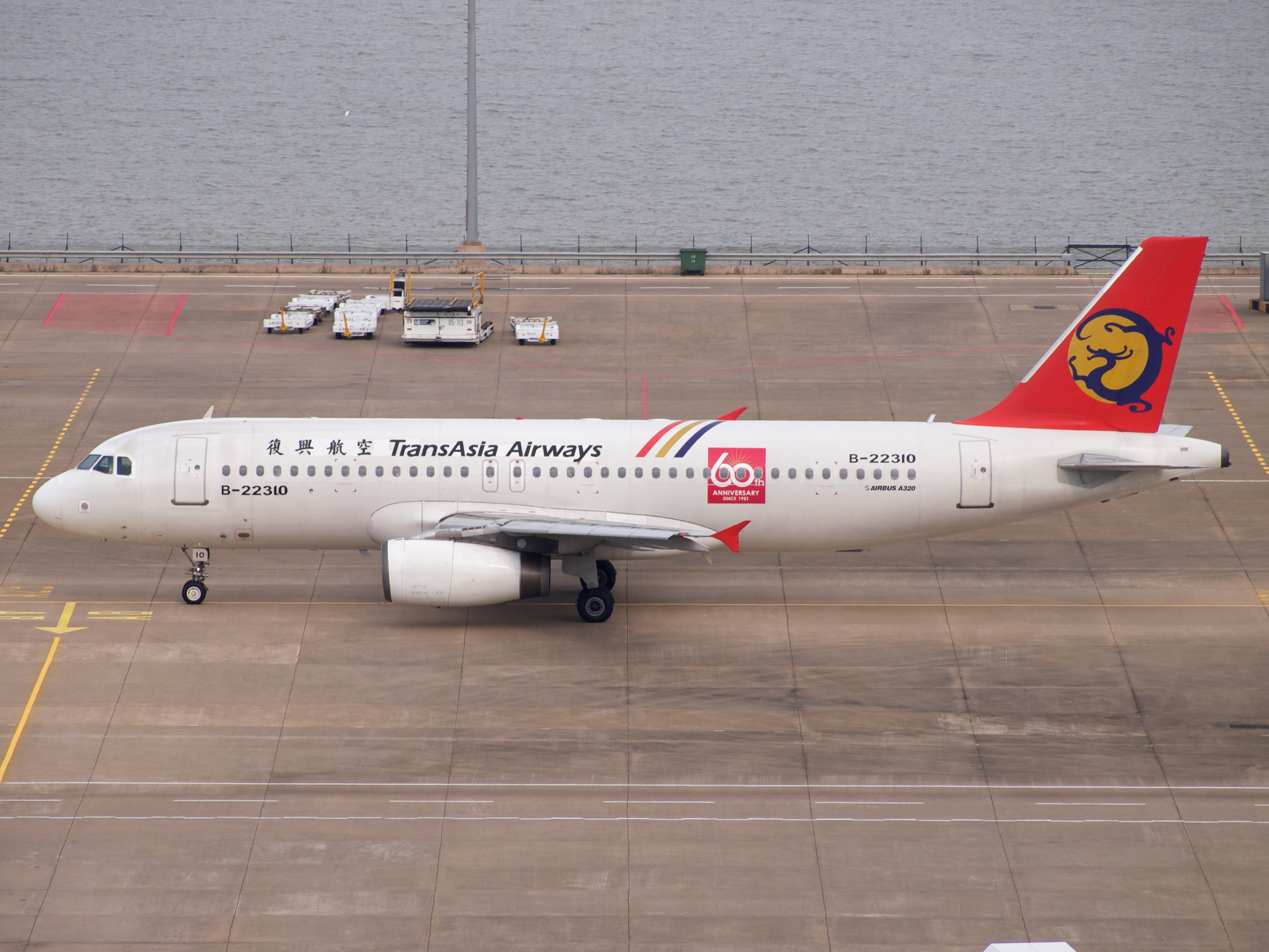
Airbus A320 B-22310 в Макао, 2012 год.

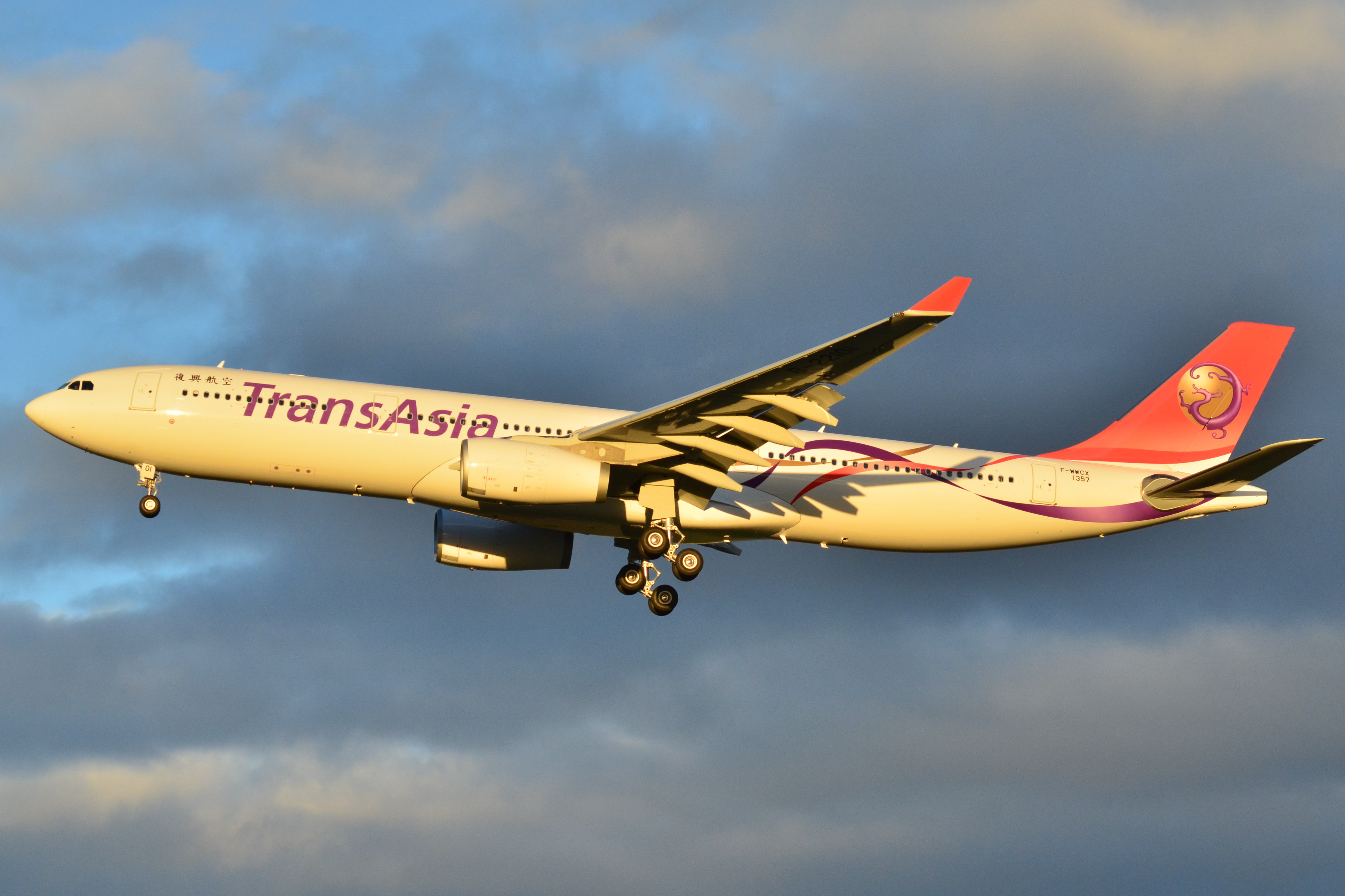
Airbus A330-300 B-22101 над Францией, 2012 год

Парк воздушных судов «Transasia Airways» включал самолёты «Airbus» и «ATR»:

## Инциденты
Всего на счету «TransAsia Airways» по состоянию на 2015 год, 7 инцидентов и крушений:
- 30 января 1995 года самолёт ATR 72-200 (B-22717) врезался в склон холма во время полёта из Пэнху в Тайбэй. Погибли 4 члена экипажа[23].
- 6 января 1996 года самолёт Airbus A321-131 (рейс 529) был угнан по пути в Тайнань человеком, разочаровавшимся в политике Тайваня. Он передал одному из бортпроводников записку с утверждением того, что на борту находится бомба, потребовав посадить самолёт в провинции Фуцзянь (КНР). Однако угонщик согласился на предложение пилота приземлиться в Тайнане для заправки и был арестован после посадки[24].
- 21 декабря 2002 года самолёт ATR 72-200 (B-22708, рейс 791) во время перелёта из Тайбэя в Макао, врезался в море в 17 км к юго-западу от города Магун. Расследование Совета безопасности авиации[англ.] установило, что авария была вызвана накоплением льда вокруг крупных частей самолёта, что привело к потере управления, так как экипаж не реагировал на тяжёлые условия обледенения и не принял необходимые меры[25].
- 21 марта 2003 года самолёт Airbus A321-131 (B-22603, рейс 543) вылетев из аэропорта Тайбэй-Суншань[англ.] при посадке в аэропорту Тайнань[англ.] столкнулся с грузовиком, безосновательно выехавшим на взлётно-посадочную полосу. Ни один из 175 пассажиров и членов экипажа не пострадал, но были ранены два человека в грузовике. Самолёт был серьёзно повреждён и впоследствии списан[26].
- 18 октября 2004 года самолёт Airbus A320-232 (B-22310, рейс 536) из-за нарушения тяги двигателя № 2 сошёл со взлётно-посадочной полосы № 10 в аэропорту Тайбэй-Суншань, и в конечном итоге съехал в кювет[27].
- 19 июля 2005 года самолёт ATR 72-212A (B-22805, рейс 028) во время выруливания после приземления в аэропорту Тайбэй-Суншань, пилот сделал ранний правый поворот на служебную дорогу, в результате чего правое крыло самолёта ударило фонарный столб. Два пилота, два бортпроводника и 24 пассажиров, за исключением одного человека на борту, не пострадали[28].
- Катастрофа ATR 72 в аэропорту Пэнху. 23 июля 2014 года борт B-22810, выполнявший рейс 222 Гаосюн — Магун[англ.] разбился при посадке. Из 54 пассажиров и 4 члена экипажа, находившихся на борту, 48 человек были признаны погибшими, а 7 из 11 оставшихся в живых были серьёзно ранены. Когда самолёт задел жилые здания, было ранено ещё пять человек[29][30].
- Катастрофа ATR 72 в Тайбэе. 4 февраля 2015 года борт B-2281 выполнял рейс 235 Тайбэй-Суншань — Цзиньмэнь[англ.]. Экипаж не справился с управлением сразу после взлёта и в 10:56 по местному времени самолёт упал в реку Цзилун[англ.]. В результате погибло 43 человека из 53 пассажиров и 5 членов экипажа на борту. Этот инцидент стал вторым крушением самолёта для компании за прошедшие восемь месяцев и она возобновила дискуссии о безопасности «TransAsia Airways», приведшие к проверке всех её самолётов[31][32].